# Кёнигсберг
Кёнигсбе́рг (нем. Königsberg МФА: [ˈkøːnɪçsˌbɛʁk]о файле, Königsberg in Preußen — Кёнигсберг-ин-Про́йсен («Кёнигсберг в Пруссии»); прусск. Kunnegsgarbs, Knigsberg; лат. Regiomontium; лит. Karaliaučius, пол. Królewiec; рус. Короле́вец; бел. Караляве́ц) — город, административный центр германской провинции Восточная Пруссия с 1773 по 1945 год. После окончания Второй мировой войны в 1945 году был передан под юрисдикцию Советского Союза, а в 1946 году переименован в Калининград.

## Этимология названия
Ядром города выступил замок, основанный на месте самбийского или прусского форта Твангесте (Тувангесте, Твангсте), что означает «дубовый лес», а также нескольких прусских поселений, включая деревню и порт Lipnick и фермерские поселения Sakkeim и Trakkeim. Новый замок при основании в 1255 году получил название «Королевская гора» (по-латински Regiomontium, позже Regiomonti; по-немецки Königsberg). По наиболее распространённой версии, назван так в честь короля Чехии Пржемысла Отакара II (при решающей помощи которого и был основан). Однако существуют и другие толкования топонима, например, от прусского топонима готского происхождения Konungaberg, в котором часть kuniggs означает «глава рода (князь)», а berg — «брег, берег».
C момента основания замка соседние народы обычно называли его на свой лад: лит. Karaliaučius (Караляучюс), др.-польск. Królówgród (Крулувгруд) — Королевский замок, пол. Królewiec (Крулевец), чеш. Královec (Краловец). Под именем Королевец (Королевецъ) или Королевиц замок и местность вокруг него долгое время, начиная с XIII века, упоминается и в различных русских источниках: летописях, книгах, атласах. В России это название широко использовалось до Петра I и, изредка, в более поздний период, вплоть до начала XX века, в том числе в художественной литературе, например, в текстах М. Салтыкова-Щедрина. Тем не менее начиная с эпохи Петра I и до 1946 года в России чаще использовали немецкое название.
До 1724 года официально название Кёнигсберг носил только замок, хотя задолго до этого в быту население объединило под этим именем и три прилегающих самостоятельных в управлении города.

## История

### Древнепрусский период
На рубеже X—XI веков для контроля над использованием водных торговых путей возникло прусское поселение Твангсте (прусск. Twangste), чья инфраструктура была достаточно развитой. Продовольствием горожан обеспечивали крестьяне близлежащего посёлка Липник, охрану поселений в устье реки Прегель несли воины-дружинники, селившиеся в ближайшей и дальней округе Тувангсте.

### Тевтонский период
После того как войска чешского короля Пржемысла Отакара II, приглашённые польским королём «для борьбы с язычниками», пришли на помощь терпевшим поражения от местного населения рыцарям, 1 сентября 1255 года на холме высокого правого берега в нижнем течении реки Прегель на месте разрушенного прусского города рыцарями Тевтонского ордена был заложен замок.
Первоначально замок был деревянным, но в 1257 году началось строительство каменного, вернее, кирпичного замка.
В 1260 году во время Великого Прусского восстания войска нескольких прусских племён осадили замок, но взять его не смогли. Безуспешные попытки отдельных прусских племён разрушить замок повторялись в 1263 и 1273 годах.
В последующие годы в завоёванные земли стали прибывать немецкие колонисты, они постепенно смешивались с местным прусским населением, которое впоследствии забыло свой язык и культуру и почти полностью ассимилировалось. В XVI веке в Кёнигсберге пруссы ещё составляли около 20 % населения.
У стен замка возникло поселение, которое тоже стали называть Кёнигсбергом. Городское право на основе кульмского права поселению было присуждено 28 февраля 1286 года ландмейстером Пруссии Конрадом фон Тирбергом.
Так как рост Кёнигсберга был ограничен городскими стенами, вокруг начали расти другие поселения, потому что близость города и замка несла многие преимущества. О пищевых привычках горожан в то время можно судить по Поваренной книге Тевтонского ордена.
В 1300 году поселение Лёбенихт также получило городские права. Хотя административно эти два города были независимы, фактически они составляли единое целое. Этот двойной город тоже стал называться Кёнигсбергом. Во избежание путаницы первоначальный Кёнигсберг получил название Альтштадт, то есть «старый город» Кёнигсберга.
Первое упоминание о строительстве Кафедрального собора — 1333 год. Расположен в центре города на острове Канта (бывший Кнайпхоф).
Третьим кёнигсбергским поселением, получившим городские права, стал Кнайпхоф в 1327 году. Он был отделён от Альтштадта рукавом реки Преголи (нем. Pregel — Прегель) и расположен на одноименном острове. Фактически он также был частью Кёнигсберга.
После тринадцатилетней войны 1454—1466 годов Тевтонский Орден признал себя польским вассалом и переместил свою столицу в Кёнигсберг из Мариенбурга (ныне Мальборк в Польше). В 1525 году Великий магистр Тевтонского Ордена Альбрехт преобразовал теократическое государство в светское Прусское Герцогство, подвластное Польше, а сам стал герцогом. Столицей нового государства стал Кёнигсберг.
В 1523 году Хансом Вайнрайхом при содействии герцога Альбрехта в Лёбенихте была основана первая в Кёнигсберге типография, где в 1524 году была напечатана первая книга. Экономической базой типографии служили заказы герцогского двора, церкви, городской администрации, а позднее и университета.
В 1544 году в городе открылся Кёнигсбергский университет, названный впоследствии «Альбертиной» — по имени герцога Альбрехта.
В 1466—1657 годах — вотчина Польского Королевства.

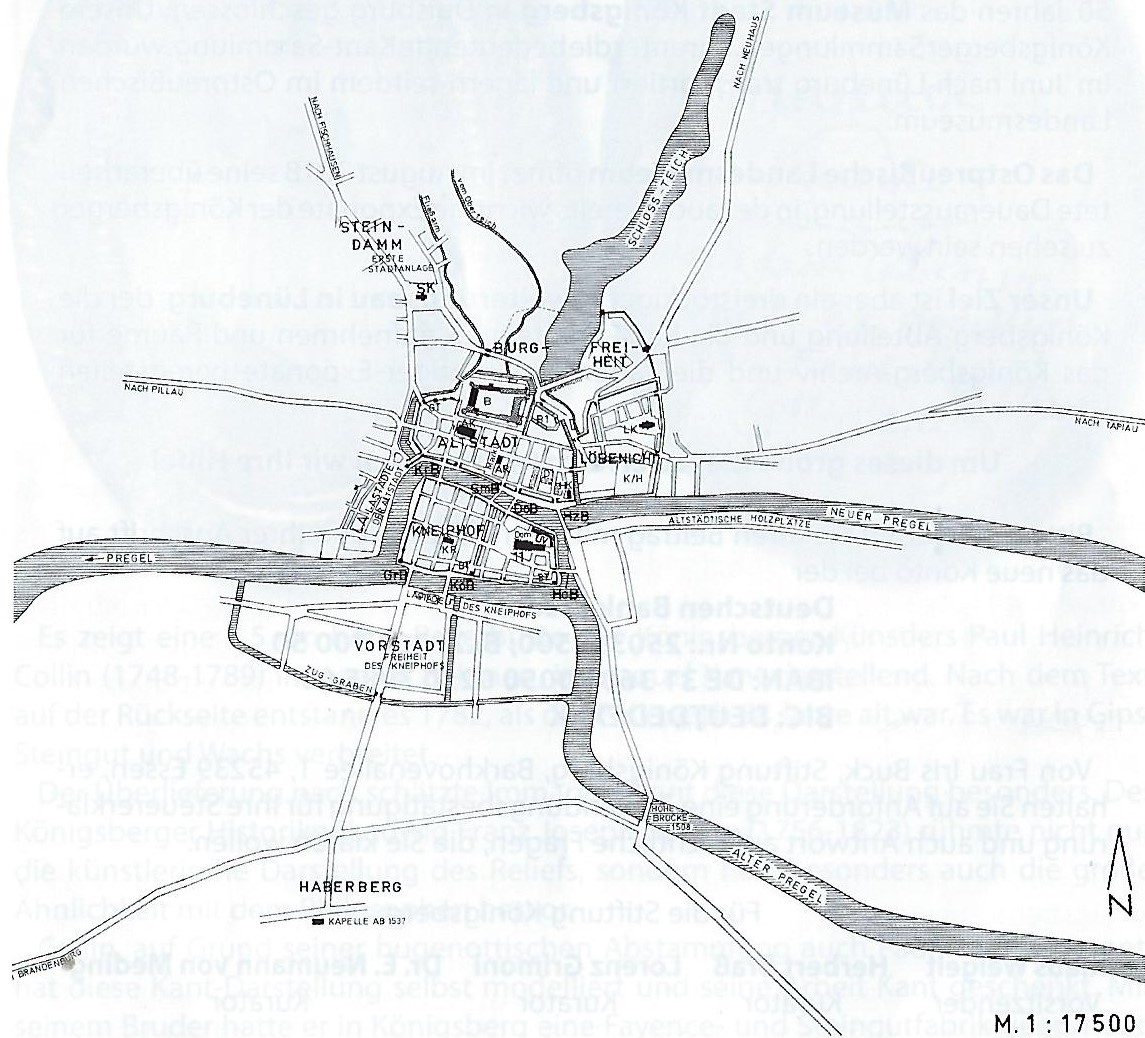
Расположение кёнигсбергских поселений Альтштадт, Кнайпхоф и Лёбенихт, 1255 год
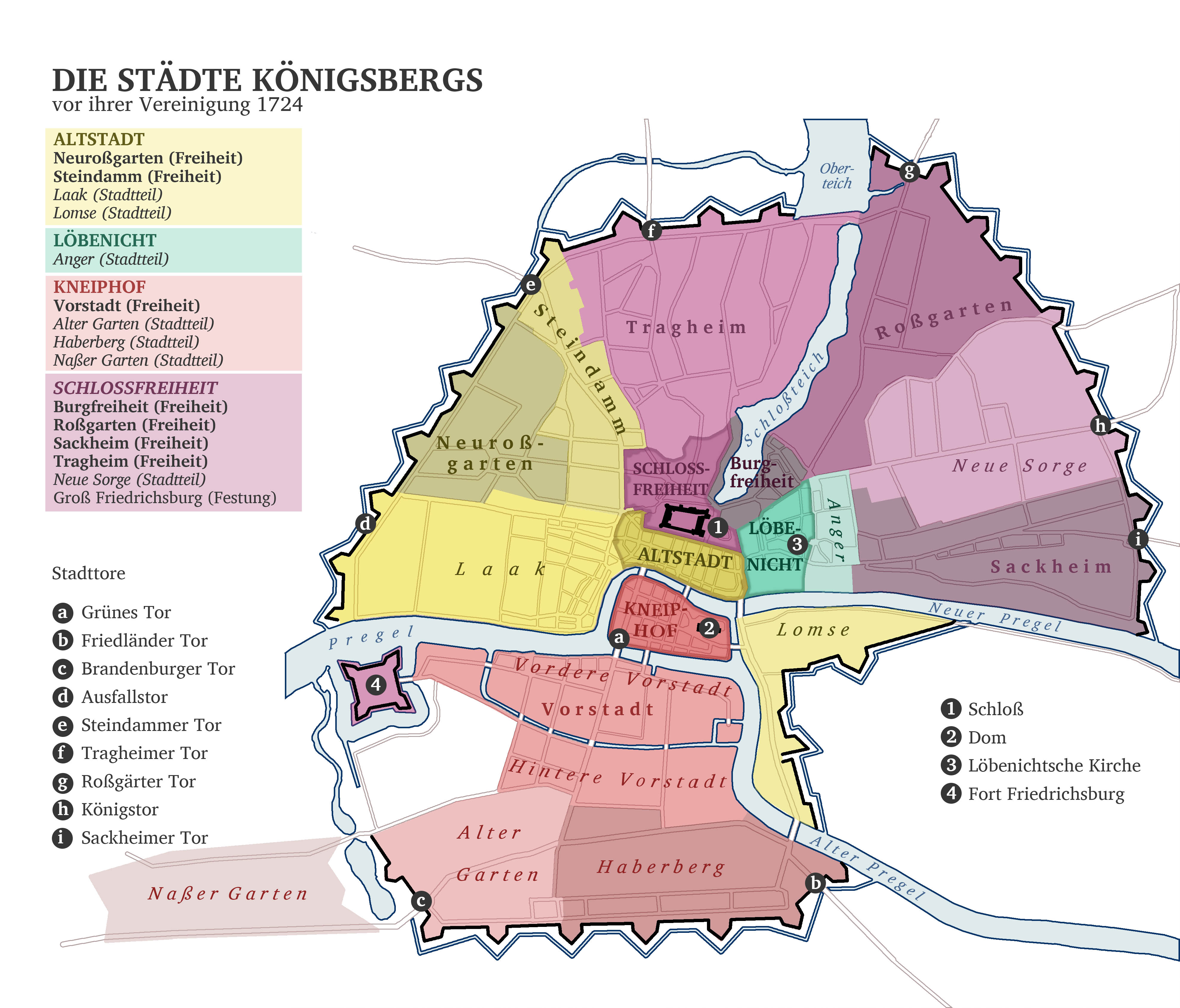
Города Кёнигсберга до объединения, 1626 год
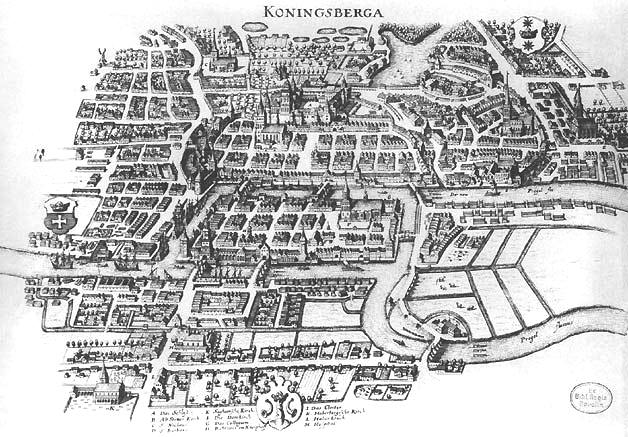
Кёнигсберг, 1652 год
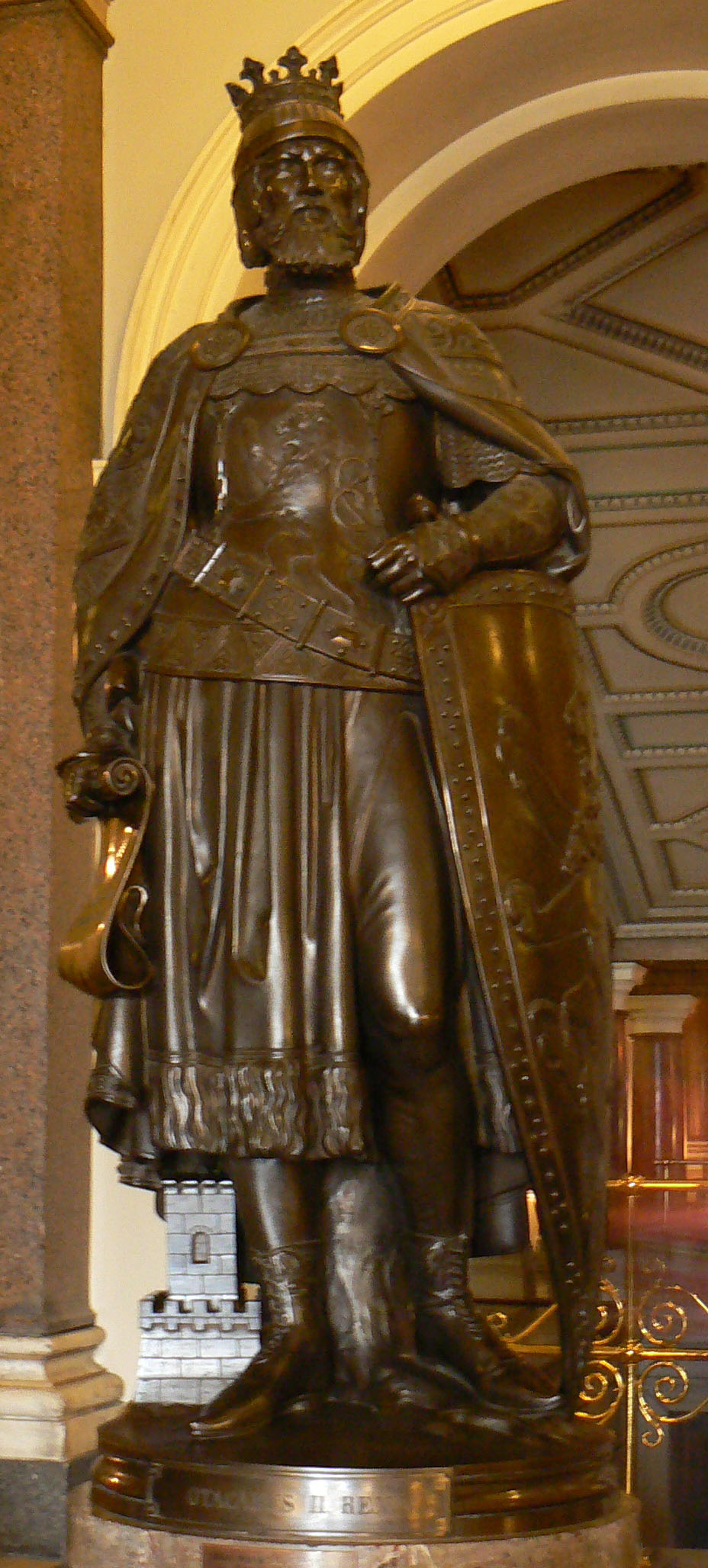
Пржемысл Отакар II
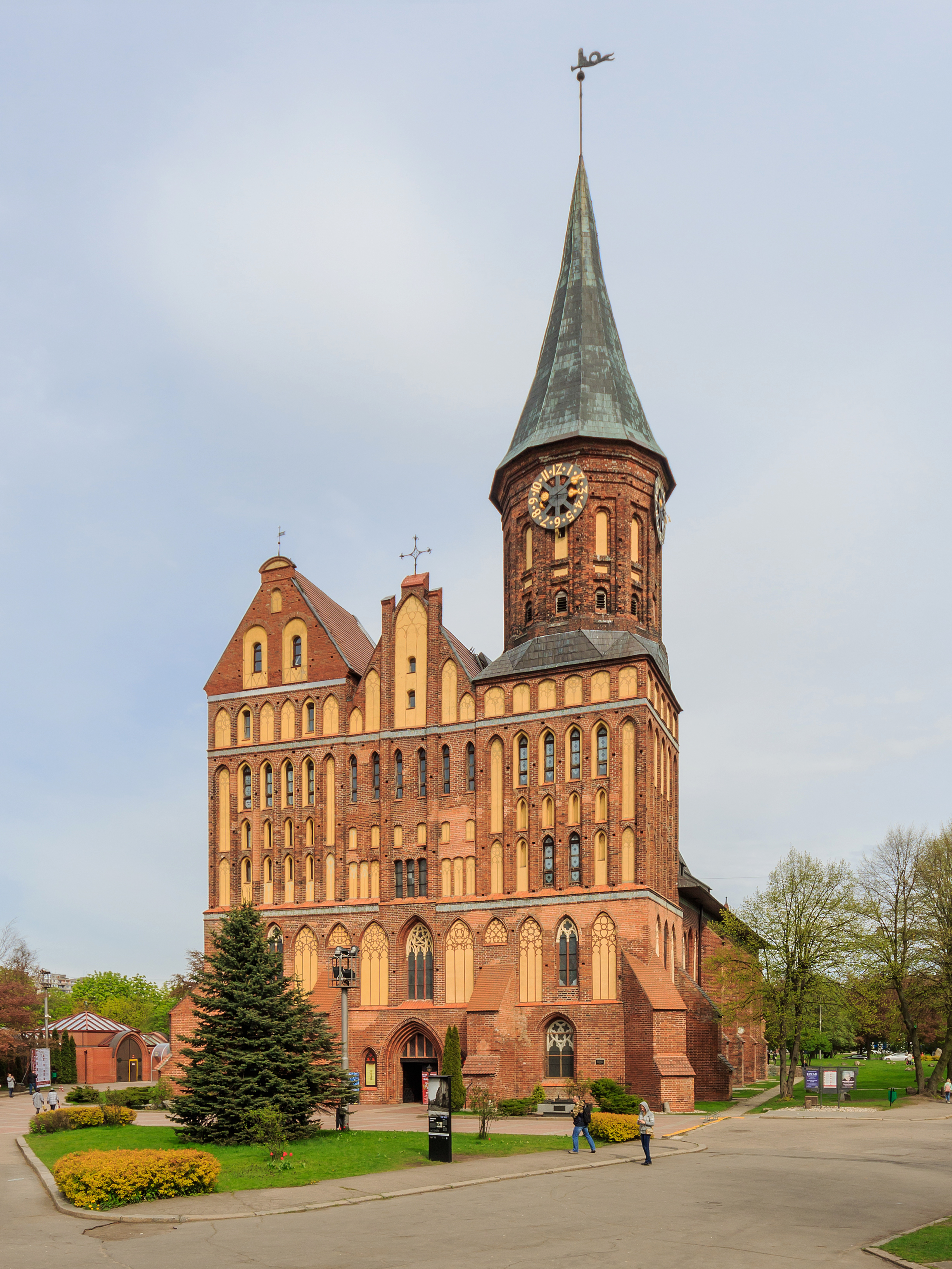
Кафедральный собор Кёнигсберга, современный вид

### Эпоха Прусского герцогства и Прусского королевства

Герб Альтштадта Кёнигсберга

С XVI века город стал важным центром литовской культуры, здесь вышла первая книга на литовском языке, проживали важные деятели литовской культуры Мартинас Мажвидас, Кристионас Донелайтис, Людвикас Реза и другие.
В 1701 году в кирхе Кёнигсбергского замка короновался первый король Пруссии уроженец Кёнигсберга Фридрих I.
Не позднее чем с 1660 года в Кёнигсберге начала выходить своя газета. Эту газету доставляли в Россию и включали в обзоры европейской прессы, которые в Посольском приказе составляли для Боярской думы и царя Алексея Михайловича.
«Тройной» город (Альтштадт, Лёбенихт и Кнайпхоф), который фактически был единым, но состоял из трёх административно независимых частей (каждый из трёх городов имел свою ратушу, своего бургомистра, собственный суд и так далее), просуществовал до 1724 года.
В 1724 году три города, многочисленные посёлки, посады и предместья, а также замок, который до этого не входил в состав ни одного из городов, а имел особый статус правительственной резиденции, были объединены в город Кёнигсберг.
В том же году в Кёнигсберге родился Иммануил Кант (1724—1804) — наиболее известный уроженец города за всю его историю.
Во время Семилетней войны 11 (22) января 1758 года русские войска вошли в Кёнигсберг. Жители города присягнули на верность императрице Елизавете. После этого Фридрих Великий не посещал город до самой смерти. До 23 августа (3 сентября) 1762 года город принадлежал России, был центром образованного генерал-губернаторства Восточная Пруссия. Возвращён Пруссии по условиям заключённого с ней российским императором Петром III Петербургского мирного договора.
В 1776 году в Кёнигсберге родился знаменитый писатель Эрнст Теодор Амадей Гофман (1776—1822).

### Развитие города в XIX веке

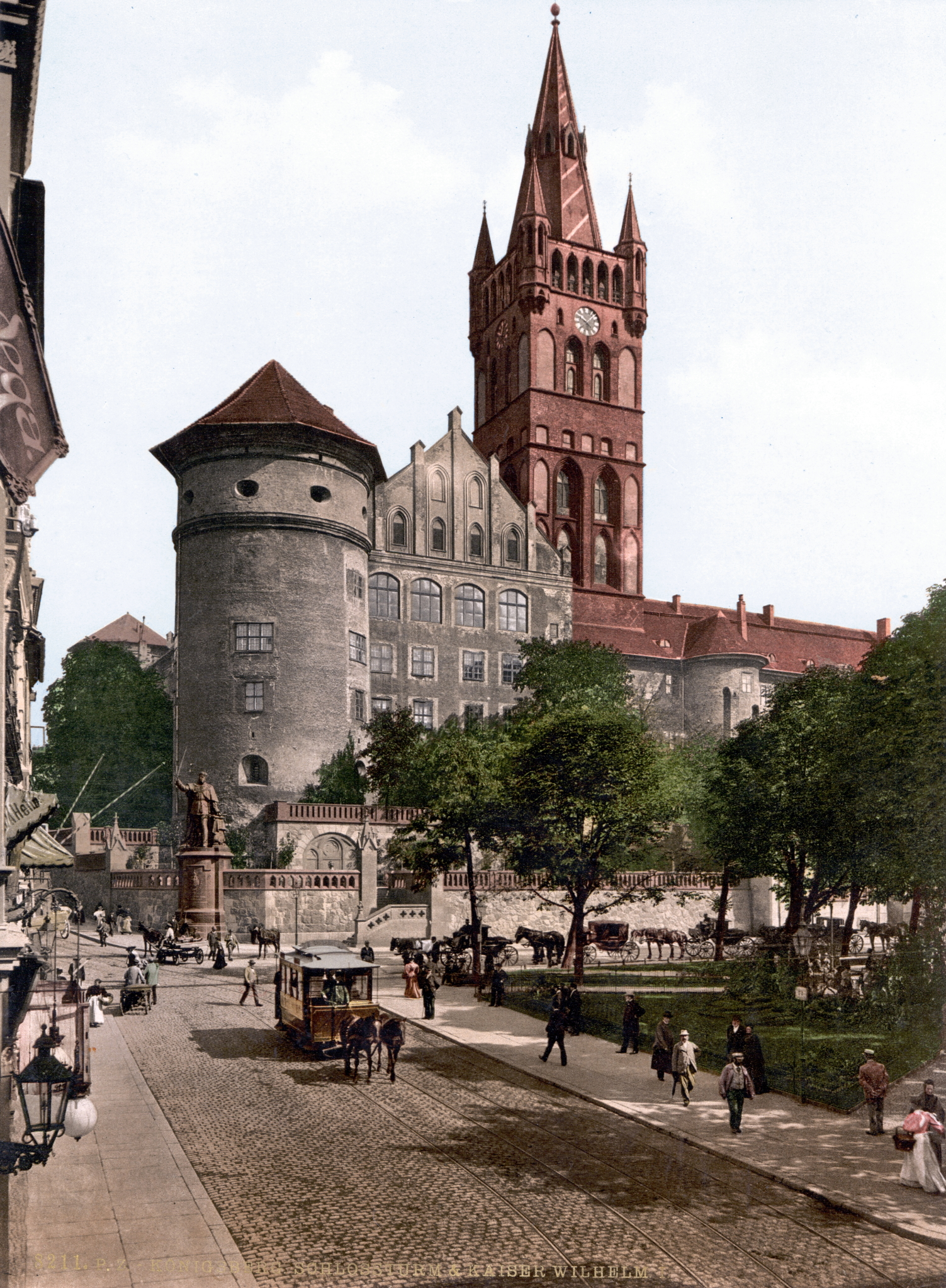
Замок Кёнигсберг, фото начала XX века

После оккупации большей части Пруссии в октябре 1806 года армией Наполеона король Пруссии Фридрих Вильгельм III вместе с королевой Луизой и детьми укрылся в Кёнигсберге. 4 июля 1807 года французские войска вошли в город.
Город был освобождён от наполеоновских войск российской армией под командованием генерала Д. Шепелева 6 января 1813 года.
В городе из плена был освобождён единственный пленённый во время Бородинской битвы генерал русской армии П. Лихачёв.
В течение XIX века проводилась модернизация оборонительных сооружений города. Было построено множество бастионов, равелинов, оборонительных валов, большинство из которых сохранилось до наших дней. Особый интерес представляют городские ворота. Они были возведены в неоготическом стиле и являются интересными архитектурными памятниками.
В XIX веке город значительно вырос. В 1782 году в городе было 31 368, в 1888 году — 140 909, в 1910 году — 249 600, в 1939 году — 373 464 жителей. Железная дорога пришла в Кёнигсберг в 1857 году, а в 1862 году она сомкнулась с железными дорогами России.
В 1871 году в Кёнигсберге короновался первый император Германской империи Вильгельм I. Развитие торговли потребовало обновления старейшей биржи на берегу Преголи, новое каменное здание биржи было торжественно открыто в 1875 году.
В связи с ростом города появилась необходимость в общественном транспорте. В мае 1881 года в Кёнигсберге был открыт первый маршрут конки (в том же году в Берлине уже был пущен электрический трамвай). Владельцами конки были акционерные общества. По сравнению с дрожками стоимость поездки на конке была намного ниже: от 10 до 20 пфеннигов (в зависимости от расстояния) против 60 пфеннигов за одного пассажира, 70 пфеннигов за двоих, 80 за троих и марки за четырёх пассажиров на дрожках.
В мае 1895 года на кёнигсбергские улицы вышли первые трамваи. В 1901 году город выкупил все линии конки (за исключением линий в Хуфене) и приступил к их электрификации.

План города, 1905 год

### Кёнигсберг — Калининград в XX веке

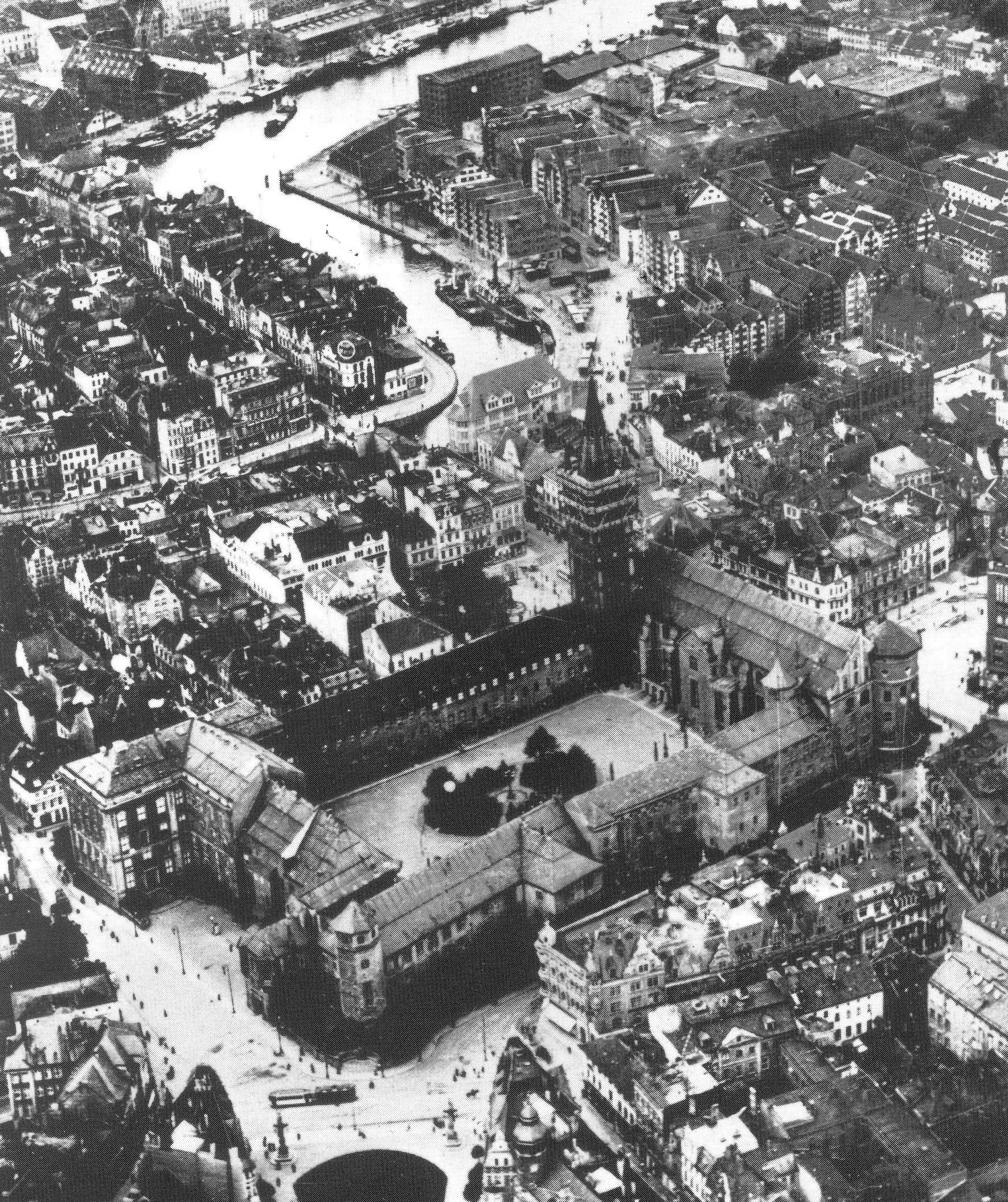
Кёнигсберг (1925)

В 1919 году в Кёнигсберге был открыт аэропорт Девау — первый аэропорт Германии и один из первых аэропортов Европы и мира. В 1922 году было организовано воздушное сообщение Кёнигсберг — Рига — Москва.
В XX веке город значительно расширился, вышел за пределы оборонительного кольца. Были построены новые вокзалы, в том числе Главный вокзал, много жилых зданий, пригородные районы (например, Амалиенау), созданные в рамках программы «Город-сад», кирхи, офисные здания в югендстиле и стиле баухаус. Особенно большой вклад в изменение облика города внесли в этот период архитекторы Ганс Хопп и Фридрих Ха́йтманн.
В городе проводилась Восточная ярмарка, главным выставочным залом которой был Дом техники.
Большое внимание уделялось сооружению памятников и малой городской скульптуре, для создания которой широко привлекались выпускники и преподаватели Кёнигсбергской академии художеств (особенно существенный вклад внесли скульпторы Фридрих Ройш и Станислав Кауэр). Была проведена реконструкция и археологические исследования в замке.

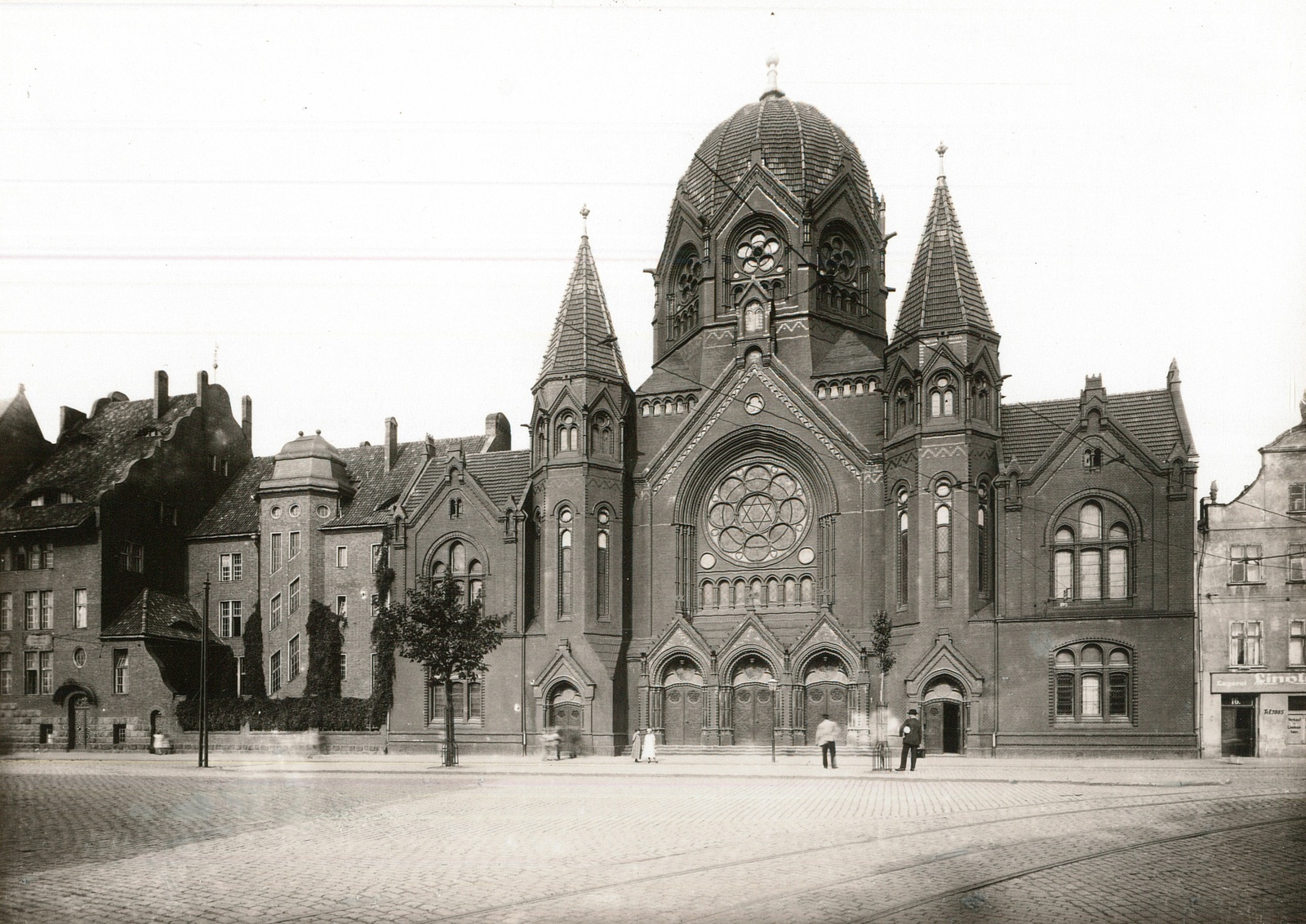
Новая синагога, постройка 1894—1896 годов

После прихода нацистов к власти в Германии, во время «Хрустальной ночи» в Кёнигсберге была разрушена Новая синагога, построенная в 1894—1896 годах, гауляйтером Эрихом Кохом активно пропагандировался милитаризм.
Ещё до конца Второй мировой войны, в августе 1944 года город Кёнигсберг был сильно разрушен британскими бомбардировщиками в ходе операции «Возмездие». Бомбардировкам подвергся в основном исторический центр города, где практически не было военных объектов. Погибло множество мирных жителей, полностью разрушен старый город, в том числе англичанами уничтожены кафедральный собор, оперный театр, городская библиотека, университет, дом, в котором родился Э.Т.А. Гофман, и многие другие гражданские объекты. Сильно пострадал замок. В апреле 1945 года считавшийся неприступным город был взят штурмом советскими войсками под руководством маршала Александра Василевского, будущего маршала Советского Союза Ивана Баграмяна, а силами советской авиации руководил Главный маршал авиации Александр Новиков.
Ещё до штурма, с зимы 1944—1945 годов город и немецкий гарнизон под командованием генерала Отто Ляша находились в окружении. Штурм начался 5 апреля 1945 года, особой ожесточённостью отличался бой за пятый форт. В ходе этого штурма советскими войсками под командованием маршала Василевского была впервые применена тактика начала пехотной атаки до окончания артиллерийской подготовки, что позволило избежать огня противника на подходе к укреплениям и застать гарнизон укреплений врасплох. 10 апреля над башней «Дер Дона», где ныне расположен музей янтаря, было поднято красное знамя, ознаменовавшее конец немецкой истории города.
По решению Потсдамской конференции северная часть немецкой провинции Восточная Пруссия вместе со своей столицей Кёнигсбергом подлежала передаче Советскому Союзу. Позднее при подписании договоров о границах Кёнигсбергская (Калининградская) область была полностью признана владением СССР.
Осталось только 20 000 из 370 000 немецких жителей, которые жили в нём до войны. Хотя сразу после войны началась работа по адаптации немцев к новой власти — выходила газета «Новое время» на немецком языке, были организованы школы, где преподавание велось на немецком — было принято решение о выселении немецкого населения в Германию. Почти все они были отправлены в Германию к 1947 году, только некоторые специалисты помогали восстанавливать работу предприятий вплоть до 1948 и даже до 1950 годов, но и им было отказано в получении советского гражданства и впоследствии они были депортированы в Германию. Вместо немецкого населения в город были переселены советские граждане.
4 июля 1946 года после смерти бывшего Председателя Президиума Верховного Совета СССР Михаила Калинина Кёнигсберг и Кёнигсбергская область в честь него были переименованы в Калининград и Калининградскую область. В настоящее время 4 июля отмечается как День города.

## Руины Королевского замка
После Второй мировой войны на месте руин Королевского замка эпизодически проводились раскопки. В 1967 году по решению первого секретаря областного комитета КПСС Николая Коновалова развалины замка были взорваны, несмотря на множество протестов.
Однако территория замка остаётся незастроенной, и вопрос о систематических археологических раскопках этого памятника XIII века остаётся открытым. Городская администрация в 2010 году предлагала провести весной 2011 года референдум о необходимости восстановления замка, но в 2022 году руины были законсервированы и засыпаны песком.

## Памятники, утраченные после Второй мировой войны

Скульптура «Немецкий Михель», 1904, Кёнигсберг, старая немецкая открытка

- Памятник Фридриху I (1697, Андреас Шлютер) Фото
- Памятник Фридриху Вильгельму I в нише у южной стены замка (1730, Йоганн Майсснер) Фото
- Конный памятник Фридриху Вильгельму III на Парадеплац около университета (1851, Август Кисс, Рудольф фон Принтц) Фото
- Памятник Вильгельму I (1894, Фридрих Ройш) у замка
- Памятник Бисмарку (1901, Фридрих Ройш) на площади у замка
- Скульптура «Немецкий Михель» (1904, Фридрих Ройш) у башни Врангель
- Скульптура «Лучник» (1908, Фриц Хайнеманн) у Замкового пруда
- Памятник фельдмаршалу Людвигу Йорку (1913, Вальтер Розенберг)
- Памятник воинам, погибшим в годы Первой мировой войны (Мать, провожающая сына на фронт, 1920)
- Конная статуя кирасира Врангелевского полка со знаменем в руке (1934, Отто Эмиль Рихтер)
- Скульптурная группа «Молодёжный порыв» (Х. Альбрехт) у Высшей торговой школы (ныне Калининградский технический колледж)
- Бюст королевы Пруссии Луизы (1874, Христиан Раух) у кирхи её имени
- Памятник Фридриху Вильгельму Бесселю
- Профессорское кладбище (Калининград)

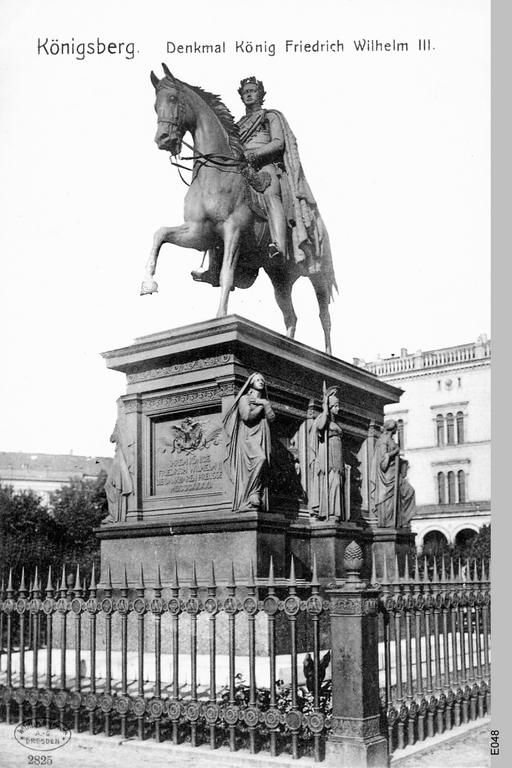
Конный памятник королю Фридриху Вильгельму III
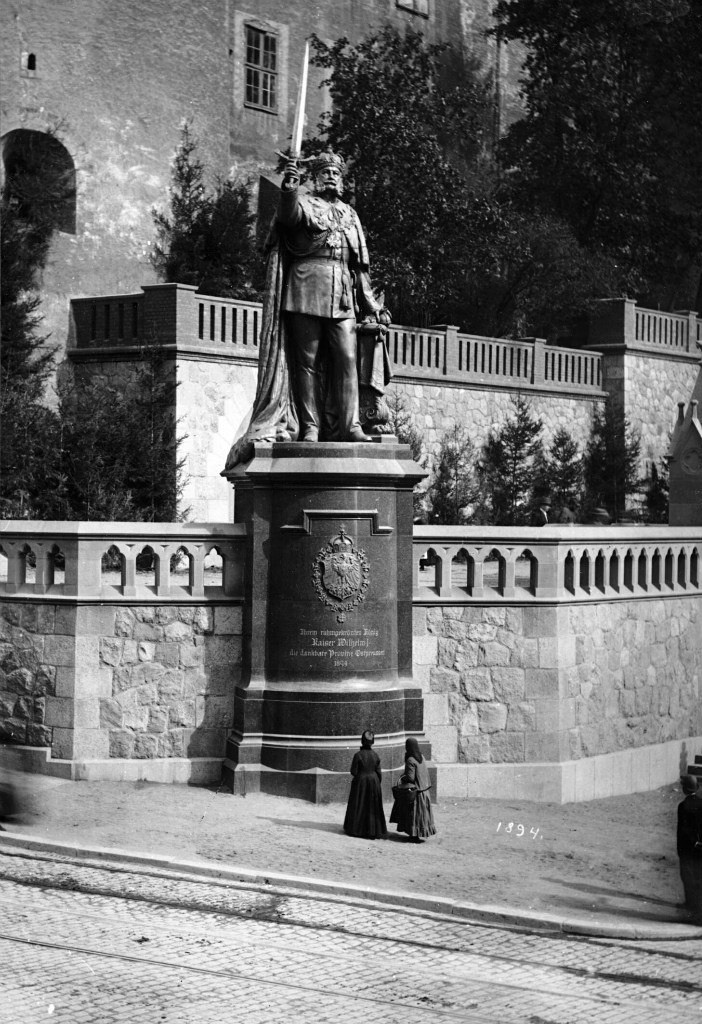
Памятник кайзеру Вильгельму I
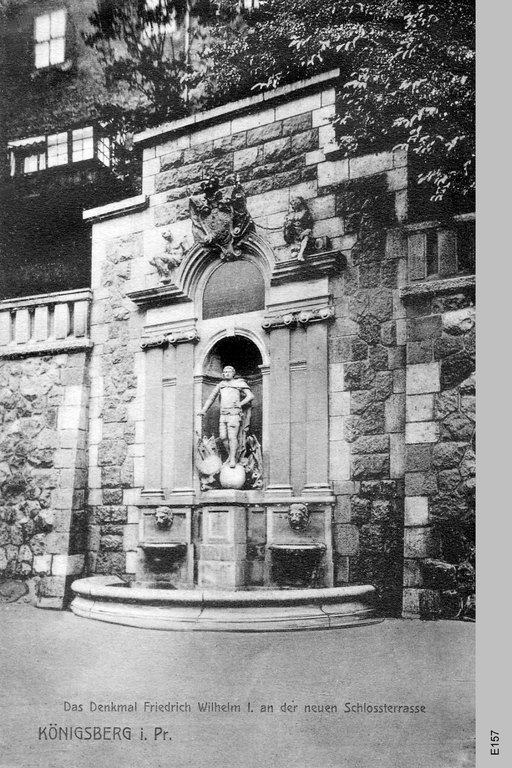
Памятник королю Фридриху Вильгельму I
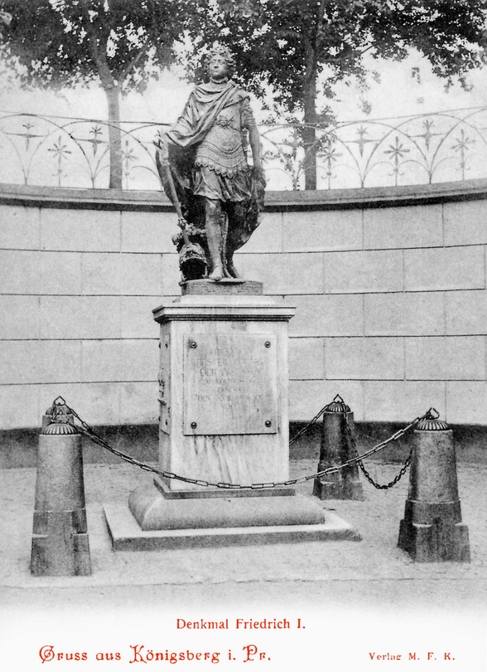
Памятник королю Фридриху I
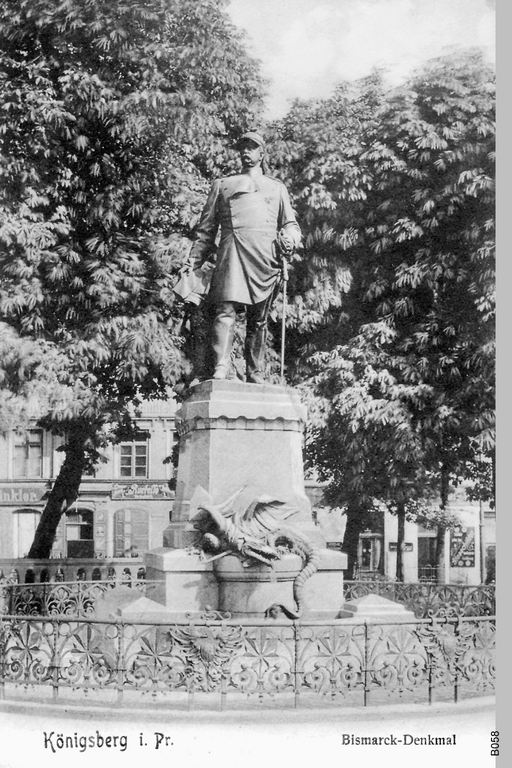
Памятник Бисмарку